# Onofrio Guarracino
Onofrio Antonio Guarracino est un facteur de clavecins italien du XVIIe siècle né à Naples vers 1628 et mort dans cette même ville après 1698. C'est le principal et plus significatif parmi les facteurs de clavecins napolitains.  

## Biographie
Fils de Fabritio Guarracino et d'Anna d’Accetto, sate de naissance n'est pas connue. Cependant il a été baptisé à l'église San Giuseppe Maggiore dei Falegnami le 4 janvier 1628, ce qui situe sa naissance, selon toute vraisemblance, soit vers la fin de décembre 1627 soit dans les premiers jours de janvier 1628.
Il épousa Ursula Perrone en 1654 et l'acte de mariage le qualifie de Cimbarairo, c'est-à-dire de facteur de clavecins. Ses beaux-frères Aniello et Michele Perrone étaient sculpteurs sur bois, et un trait distinctif des instruments de Guarracino sont les sculptures élaborées qui les ornent. Il eut huit enfants, mais aucun d'entre eux ne poursuivit l'activité de leur père. On sait que l'un de ses fils, nommé Francisco, devint Prorational della Regia Kamera (Agent d'administration de la Chambre Royale).
Au début, il loua un atelier dans un bâtiment où il vivait avec sa famille. Plus tard, sa situation financière s'améliorant, il prit en location trois appartements dans un palais, avec des pièces  supplémentaires, une cour et plusieurs ateliers. 
Un document d'archives démontre qu'il vivait encore au 10 janvier 1698, après quoi on n'en connaît plus de traces, si ce n'est que son fils Francesco a confirmé en 1711 qu'il était mort. En tant que facteur d'instruments, il a été actif de façon certaine entre 1651 et 1694.

## Instruments conservés
Donald Boalch (2e édition, 1974) signale 8 virginals de sa fabrication.
Le premier instrument de sa production que l'on connaît est un clavecin signé de son nom, daté de 1651 et qui se trouve aujourd'hui dans une collection privée en Italie. 
Un clavecin de 1690 est conservé au Gemeentemuseum de La Haye, aux Pays-Bas.
Le dernier que l'on connaît est un virginal à l'octave (ottavino) de 1694 qui se trouve au National Music Museum de Vermilion (Dakota du Sud, États-Unis),